# Georg von Sodenstern
Georg von Sodenstern (n. 15 noiembrie 1889, Kassel, Germania – d. 20 iulie 1955, Frankfurt am Main, RFG) a fost un general german din Wehrmacht, care a comandat Armata a 19-a în timpul celui de-al Doilea Război Mondial. El a fost decorat cu Crucea de Cavaler al Crucii de Fier din Germania Nazistă. 

## Decorații
- Crucea de Cavaler al Crucii de Fier (19 iulie 1940) ca Generalleutnant și Chef des Generalstabes Heeresgruppe A[1]
- Ordinul „Steaua României” cu spade cl. I-a cu panglica de „Virtutea Militară” (19 septembrie 1941) „pentru destoinicia și devotamentul de care a dat dovadă pe câmpul de luptă în operațiunile contra bolșevicilor, în colaborare cu trupele române”[2]